# Annette Charlot
Pour les articles homonymes, voir Charlot (homonymie).
Annette Ida Eugénie Charlot (née Boetschi le 29 mai 1913 à Saint-Quentin (Aisne) et morte le 1er juillet 2004 dans le 18e arrondissement de Paris), plus connue sous le simple nom de Madame Charlot, fut, durant toute la seconde moitié du XXe siècle, la principale professeure de chant du show-biz français, parfois surnommée par la presse « la maman du show-biz ».

## Biographie
Son père, Victor Boetschi, de nationalité suisse, était né le 23 janvier 1878 à Saint-Gall, en Suisse alémanique. Il avait ouvert en France une manufacture de broderie de Saint-Gall. Il avait épousé une Française, Annette Cécile Lescot, née le 2 septembre 1887 à Saint-Quentin, dans le département de l’Aisne.
Madame Charlot était attachée à ses origines helvétiques : enfant, elle passait toutes ses grandes vacances dans le canton de Saint-Gall, et parlait couramment le suisse allemand. Le 13 mai 1926, à quelques jours de son treizième anniversaire, elle perdit son père. Cet événement la rendit très indépendante de caractère.
Elle fut l’élève puis la répétitrice de Charles Richard, de l'Opéra-Comique et de La Monnaie de Bruxelles.
Elle épousa Robert Charlot, décorateur d’intérieur, qui lui donna son nom. Elle n’eut volontairement pas d’enfants, et fit plusieurs voyages à Genève pour y avorter, à une époque où l’avortement n’était pas encore légalisé en France.
Avec son mari, elle emménagea à la cité Montmartre-aux-artistes, au numéro 189 de la rue Ordener, dans le 18e arrondissement de Paris. Les époux déménagèrent plusieurs fois au sein de ce bloc d’immeubles constitués d’ateliers d’artistes. Ils se fixèrent finalement au dernier étage, dans un appartement avec chambre en mezzanine et cuisine indépendante dans une annexe, séparée du logement principal par une grande terrasse. C’est dans cet atelier, dont l’aménagement fut conçu par Robert Charlot, que Madame Charlot reçut en cours de chant la plupart des vedettes de l’époque.
Annette Charlot est morte à l'hôpital Bretonneau (18e arrondissement de Paris) le 1er juillet 2004 vers 19 heures. Elle a été inhumée au cimetière de Margny-lès-Compiègne (Oise), où elle repose dans le caveau familial de sa branche maternelle.

## Élèves
Parmi les artistes professionnels qui ont été les élèves de Madame Charlot, on compte notamment, par ordre alphabétique :

Victoria Abril, Salvatore Adamo, Catherine Alric, Fanny Ardant, Bob Asklöf, Serge Ayala, Jean-Louis Aubert, Daniel Auteuil

Emmanuelle Béart, Tessa Beaumont Marie-Paule Belle, Louis Bertignac, Pierre Billon, Jane Birkin, Dany Boon, Yves-Ferdinand Bouvier, Jacqueline Boyer, Patrick Bruel
Calogero, Bertrand Cantat, Kiki Caron, Leslie Caron, Jean-Pierre Cassel, Robert Charlebois
Daniel Chenevez, Aurore Clément, Julien Clerc, Anne-Marie Collin, Coluche, Béatrice Costantini, Clotilde Courau
Michaël Denard, Catherine Deneuve, Dorothée, Jean Dréjac, Anny Duperey
Nadine Expert
Mylène Farmer, Claude François
Bernard Giraudeau, Chantal Goya
Johnny Hallyday, Michel Sardou, Kim Harlow
Véronique Jannot
Madleen Kane, Martine Kelly, Khaled, Sylvia Kristel
Marie Laforêt, Clarisse Lavanant, Thierry Le Luron, Georgette Lemaire, Valérie Lemercier
Enrico Macias, Judith Magre, Françoise Mallet-Joris, Bruno Maman, Jean Marais, Chiara Mastroianni, Mireille Mathieu, Jeanne Moreau, Benoît Morel, Annabelle Mouloudji, Karen Mulder, Marie Myriam
Christine Nérac, Yannick Noah
Anne Parillaud, Les Parisiennes, Andréa Parisy, Julie Pietri, Roman Polanski
Charlotte Rampling, Raphael, Serge Reggiani, Régine, Jean Reno, Jacques Revaux, Catherine Ringer
Ted Sanders du groupe Les Vagabonds
Alice Sapritch, Michel Sardou, Delphine Seyrig, Alain Souchon, Babsie Steger, Stone
Yoko Tani, Tonton David, le Trio Esperança, Alain Turban
Laura Ulmer
Silvain Vanot, Sylvie Vartan, Hervé Vilard, Laurent Voulzy
Rika Zaraï. 
Mais elle choisissait ses élèves et refusa de donner des cours à Étienne Daho, Patricia Kaas ou Muriel Robin, ainsi qu'à Jacques Chirac qui souhaitait prendre des cours de diction.

## Pédagogie
La vie et l'œuvre pédagogique de Madame Charlot sont encore très peu étudiées (il n'existe sur le sujet que trois ouvrages). Pour avoir une idée des bases théoriques de son enseignement, on peut également consulter les quatre ouvrages qu'elle utilisait[réf. nécessaire] :
- Paul Martens, Solfège de la diction : 140 exercices de Respiration – Articulation – Pose de voix – Déplacements de timbre – Portée de voix – Accentuation – Ponctuation orale – Rythme – Inflexion – Attaques – Prononciation française, etc., etc., à l’usage des Comédiens – Avocats – Chanteurs – Conférenciers – Prédicateurs – Professeurs – Speakers – Orateurs, 3e édition revue et corrigée, Liège, Éditions Desoer, 1967

Paul Martens : professeur agrégé de l’enseignement moyen, professeur au conservatoire royal de musique de Liège
- Georges Le Roy, Grammaire de diction française, Paris, Éditions de la Pensée moderne, 1967  (EAN 5552733900010)

Georges Le Roy : Sociétaire de la Comédie-Française, professeur au Conservatoire
- Édouard Garde, La voix, Paris, Presses universitaires de France, coll. « Que sais-je ? », 1954, 4e édition, 1970
- Adolphe-Léopold Danhauser, Théorie de la musique, édition revue et corrigée par Henri Rabaud, Paris, Éditions Henry Lemoine, 1929  (EAN 9790230922265)

A-L Dannhauser : professeur au conservatoire national de musique et de danse de Paris ; Henri Rabaud : directeur du conservatoire national de musique et de déclamation